# Лорийское плато
Лори́йское плато́, ранее — Лори́йская равни́на, Лорийская котловина (арм. Լոռվա սարահարթ — плато Лорва) — плато на северо-западе Армении, окружённое с запада Джавахетским хребтом, с юга — Базумским хребтом, с востока — Сомхетским хребтом, с севера небольшими расчленёнными хребтами и горами. Расположено на высоте 1550—1700 м над уровнем моря. Протяжённость с запада на восток и с севера на юг составляет по 18 км, площадь — 324 км².
Почва на плато представлена плодородным чернозёмом толщиной до 75-90 см. На плато расположен город Ташир, Степанаванский аэропорт, среди сёл крупными являются: Привольное, Саратовка, Катнахбюр, Даштадем, Новосельцово, Михаеловка, Мецаван. На плато протекают реки Дзорагет и Ташир, здесь также расположены: Лорийское водохранилище, озеро Ачкасар площадью 8,7 га. Преобладает континентальный климат, ландшафт — горно-степной. Поле засеяно зерновыми, сахарной свеклой, табаком.

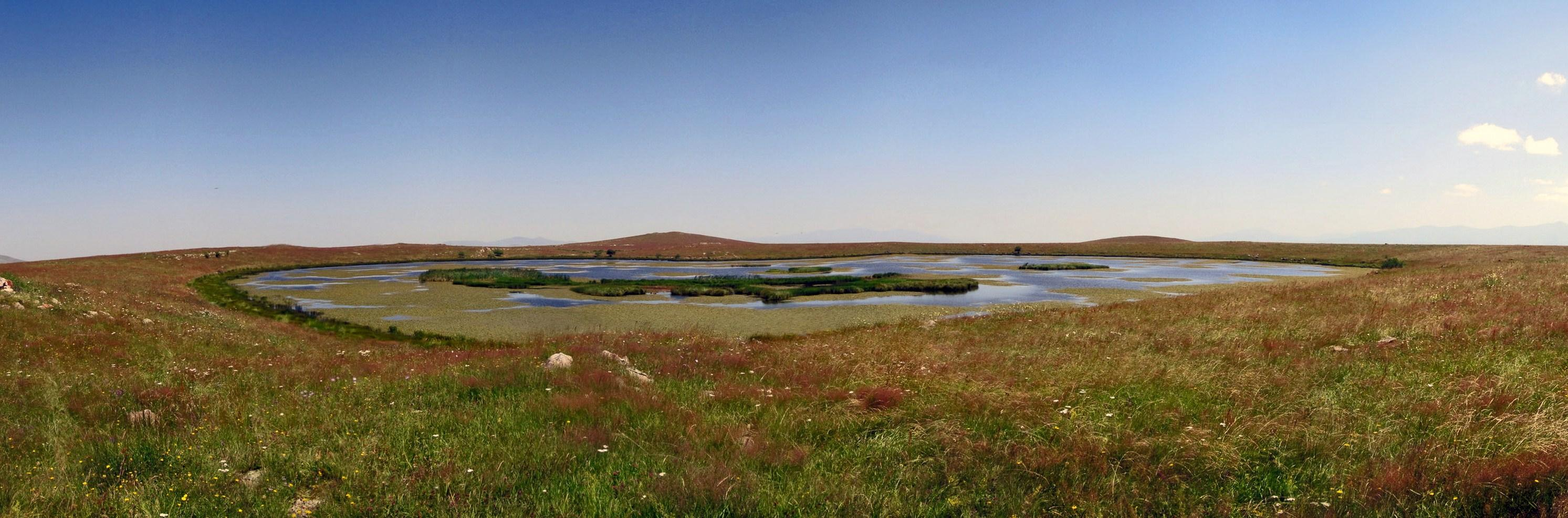
Озеро Ачкасар на Лорийском плато